# 余錦基

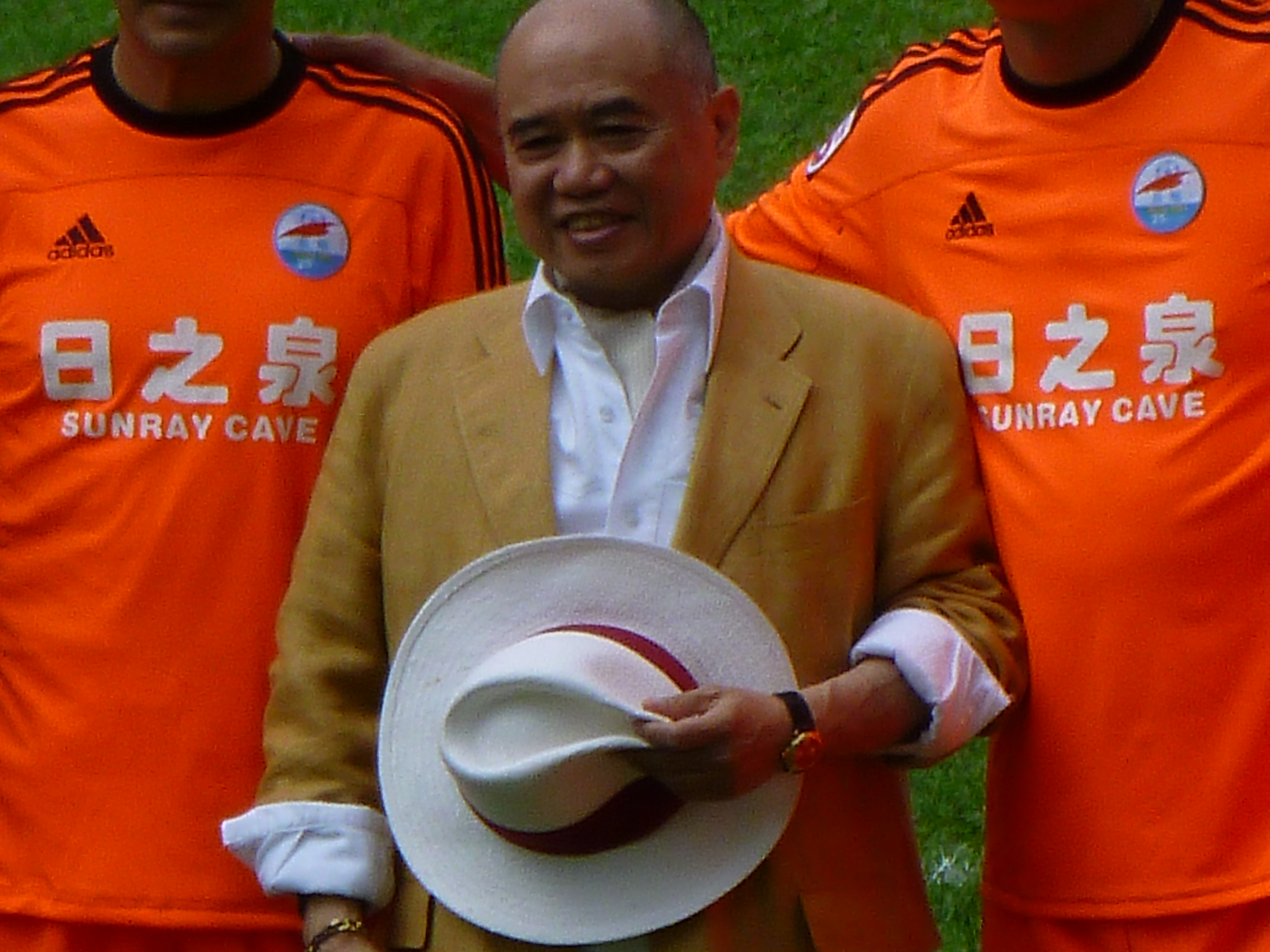
余錦基

余錦基，SBS，MBE，BBS，JP（英文名：Lawrence Yu，1945年7月13日—），香港商人、足球界及體育界人士，曾擔任香港足球總會主席、香港足球代表隊領隊、愉園體育會主席，現在是中国香港足球总会董事。

## 簡介
余錦基中學就讀於拔萃男書院。他中五畢業後投身家族染料生意，曾到德國Bayer AG及Cassella AG接受訓練，有多年成衣製造業經驗。1966年，他接手父親的生意。至1989年，余錦基讓公司上市，並命名為「祥華實業」。2000年科網熱潮，公司曾轉型，他曾任軟庫發展有限公司主席，現任軟庫發展有限公司顧問，永安旅遊及漢傳媒集團有限公司主席。他曾參與1998年香港選舉委員會界別分組選舉。
他喜愛多項運動，包括足球及賽車，曾擔任香港足球總會主席、愉園體育會主席，現任香港足球總會董事。他更曾經是香港足球代表隊領隊，著名的五一九事件，余錦基便是當時香港隊三位領隊之一。2015年，五一九30周年紀念，余錦基舉行多項活動，表揚一班當年的香港隊功臣，並發起籌組前香港隊球員會。
余錦基是香港汽車會會監，曾經先後三次擔任香港汽車會會長，分別是1986年至1989年、1996年至1998年和2012年至2015年。他也是道路安全議會宣傳運動委員會主席。在2013年，他以香港汽車會會長身份大力推動電動方程式於香港舉行賽事。
2016年2月16日余錦基家族以15.8億港元，平均呎價35,033元（創全港商廈次高紀錄），向李錦記出售中環德輔道中45至48號軟庫中心全幢，以及毗鄰的砵甸乍街四號全幢六層高舊樓。
他並且身兼多項公職，曾任香港公益金執行委員會主席、九龍樂善堂1988及1989年度主席。
2020年11月26日，余錦基確診2019冠狀病毒病。

## 家庭狀況
余錦基在家中排行第二。2002年，他曾在中環麗嘉酒店舉行30周年珍珠婚紀念晚宴，並發表其「順妻六大守則」及「只有我錯，太太絕對不會有錯」的宣言。
- 父親余伯玖有染料大王之稱，曾任九龍樂善堂總理，在1968年逝世。[7]
- 胞兄余錦超。另有兩個胞弟：余錦遠和余錦偉。前者是前香港無綫電視藝員陳家碧的丈夫。後者曾擔任愉園體育會足球部主任。
- 余錦基的妻子鄺桂萍，二人育有兩女一子。兒子余仲行，兒媳是鄭明明的細女陳維黛。長女是，創辦了Sparkles and Co，舉辦小朋友派對及活動，又代理意大利朱古力品牌Venchi。而幼女為余詠恩。

## 名下馬匹
余是香港賽馬會會員，曾育有馬匹「天賜糧源」。

## 擔任公職
- 中国香港足球总会董事
- 足總慶祝九十周年籌委會主席
- 香港公益金籌募委員會聯席主席
- 九龍樂善堂1988-89年度主席及今永遠堂務顧問
- 香港汽車會會監
- 香港染料同業商會有限公司終身名譽會長

## 獲得榮譽
- MBE勳章
- 太平紳士（在1999年授予，參閱香港太平紳士列表）
- 銅紫荊星章（在2005年授予，參閱香港2005年度授勳及嘉獎名單）
- 銀紫荊星章（在2017年授予，參閱香港2017年度授勳及嘉獎名單）

## 演藝貢獻

### 電影演出
- 1985年：平安夜

### 參與節目

#### 無綫電視
- 1994年：江山如此多FUN
- 1999年：1999年度十大勁歌金曲頒獎典禮頒獎嘉賓
- 2008年：名人飯堂
- 2009年：今日VIP
- 2010年：名人廚房
- 2015年：今日VIP
- 2021年：We Miss Hong Kong香港小姐競選準決賽評判、2021香港小姐競選決賽評判

#### 亞洲電視
- 1989年：亞洲小姐競選評判

#### 其他
- 2008年：第27屆香港電影金像獎頒獎嘉賓

### 電影出品人
- 2004年：追擊8月15
- 2006年：超班寶寶